# Джафаров, Галиб Мусаевич
Гали́б Муса́евич Джафа́ров (каз. Галиб Мұсаұлы Жафаров; род. 9 мая 1978 года) — казахстанский боксёр-любитель азербайджанского происхождения, чемпион мира 2003 года. Заслуженный мастер спорта Республики Казахстан.

## Биография
Победитель Всеказахстанских игр среди юношей (1994). Победитель и призёр нескольких международных турниров.
Серебряный призёр Чемпионата мира (Белфаст, 2001), чемпион мира по боксу (Бангкок, 2003).
Чемпион Азии (Манила, 2004).
Серебряный призёр Азиатских игр (Пусан, 2002); бронзовый призёр Азиатских игр (Доха, 2006).
Участник XXVIII Олимпийских игр (Афины, 2004). После двух побед потерпел поражение в 1/4-финала от будущего олимпийского чемпиона россиянина Алексея Тищенко.
Участник XXIX Олимпийских игр (Пекин, 2008). В 1/16 финала проиграл азербайджанцу Шахину Имранову.

## Вне спорта
Окончил факультет физкультуры и спорта Актюбинского государственного университета им. Г. Жубанова (2002), тренер по спорту.
С 2002 года — преподаватель Актюбинского государственного университета им. Г. Жубанова. С 2009 года — тренер по боксу областной СДЮШОР по боксу г. Актобе.
С 2010 по 2013 год работал координатором молодёжной и юношеской сборных Федерации бокса РК.
С 2013 года работает директором Центра подготовки олимпийского резерва в г. Уральск, Западно- казахстанская область.